# Liste von Neoklassik-Bands
Diese Liste bietet einen Überblick über die bekanntesten Neoklassik-Formationen international.
| Band                       | Album                             | VÖ   | Herkunft           |
| -------------------------- | --------------------------------- | ---- | ------------------ |
| Amygdala                   | Memento Mori                      | 1997 | Deutschland        |
| Anchorage                  | The Bleak Wooden Tower            | 1994 | Deutschland        |
| Arcana                     | Dark Age of Reason                | 1996 | Schweden           |
| Artemis                    | Asphodel                          | 2003 | Australien         |
| Artesia                    | Hilvern                           | 2006 | Frankreich         |
| Ataraxia                   | La Malédiction d'Ondine           | 1995 | Italien            |
| Ashram                     | For My Sun                        | 2001 | Italien            |
| Autumn Tears               | Love Poems for Dying Children...  | 1996 | Vereinigte Staaten |
| Bacio di Tosca             | Der Tod und das Mädchen           | 2007 | Deutschland        |
| Black Rose                 | Silent Tears                      | 1989 | Italien            |
| Charitona                  | Fürst der Finsternis              | 1997 | Deutschland        |
| Dargaard                   | Eternity Rites                    | 1998 | Österreich         |
| Dark Sanctuary             | Royaume mélancolique              | 1999 | Frankreich         |
| Dead Can Dance             | Within the Realm of a Dying Sun   | 1987 | Australien         |
| Elend                      | Leçons de Ténèbres                | 1994 | Frankreich         |
| Ghosting                   | Enter My Crypt                    | 1994 | Deutschland        |
| Gothica                    | Night Thoughts                    | 2000 | Italien            |
| Grabesmond                 | Mordenheim                        | 1997 | Österreich         |
| Hexperos                   | The Garden of the Hesperides      | 2007 | Italien            |
| Impressions of Winter      | Cantica Lunae – Songs of the Moon | 1996 | Deutschland        |
| In the Nursery             | Stormhorse                        | 1987 | England            |
| Les Secrets de Morphée     | Chuchotements                     | 1999 | Frankreich         |
| Love Is Colder Than Death  | Mental Traveller                  | 1992 | Deutschland        |
| Narsilion                  | Nerbeleth                         | 2004 | Spanien            |
| Ophelia’s Dream            | All Beauty is Sad                 | 1997 | Deutschland        |
| Persephone                 | Home                              | 2002 | Österreich         |
| Sagittarius                | Songs from the Ivory Tower        | 2008 | Deutschland        |
| Schattenkinder             | Vision of Nightfall               | 2004 | Deutschland        |
| Stoa                       | Urthona                           | 1993 | Deutschland        |
| Trobar de Morte            | Fairydust                         | 2005 | Spanien            |
| Die verbannten Kinder Evas | Die verbannten Kinder Evas        | 1995 | Österreich         |
| WeltenBrand                | Das Rabenland                     | 1995 | Liechtenstein      |
| XVII° Vie                  | La Prana                          | 1996 | Frankreich         |